# Louise Howard
Louise Ernestine Howard (apellido de soltera Matthaei; 26 de diciembre de 1880-11 de marzo de 1969) fue una estudiante de clásicos, funcionaria pública internacional y partidaria de la agricultura orgánica.

## Vida y carrera
Nacida en Kensington, fue la cuarta hija y la más joven de cinco niños del comerciante comisionista Carl Hermann Ernst Matthaei y de la música Louise Henriette Elizabeth Sueur. Su hermana mayor era la botánica Gabrielle Howard. La familia era de ascendencia alemana, francesa y suiza. Howard asistió a la escuela South Hampstead High School y a Newnham College, Cambridge. Después de obtener varias becas y premios, se graduó con honores y eventualmente obtuvo una beca para investigación. Howard fue designada como docente y directora de estudios clásicos en Newnham en 1909. Era vista como una docente estricta pero alentadora y empática.
Siguiendo el estallido de la Primera Guerra Mundial, el medio-alemán Howard, seguidora de la Liga Espartaquista, intentó procurar un entendiendo de Alemania y luchar contra la paranoia colectiva. Fue despedida de la Universidad de Cambridge porque su padre era alemán. En 1918, Howard se convirtió en ayudante de Leonard Woolf. Dos años más tarde, en Ginebra, completó exitosamente un examen y se unió a la sección agrícola de la Organización Internacional del Trabajo. En 1924, se convirtió en su jefa.

## Matrimonio
En 1931, se casó con su cuñado, Albert Howard, un botánico y viudo de su hermana Gabrielle, quién había muerto el año anterior. Albert Howard no tuvo ningún niño con ninguna de las hermanas. Al involucrarse en la campaña de su marido en contra del uso de químicos en la agricultura, continuó con el apoyo de su hermana hacia el trabajo de Albert, haciéndose conocida como Lady Howard cuando él recibió el título de caballero en 1934. En las décadas de 1930 y 1940, Lady Howard ayudó a alemanes que escapaban del régimen Nazi. Después de la muerte de su marido en 1947, creó la Fundación Albert Howard, que se fusionó con la Soil Association (Asociación del Suelo) en 1953. Lady Howard fue presidenta honoraria de este última hasta su muerte en Blackheath, Londres, en 1969.

## Publicaciones
- The Lover of the Nations, (El amante de las naciones) 1915.
- Studies in Greek Tragedy, (Estudios sobre tragedia griega) 1918.
- Labour in Agriculture, an International Survey, (El trabajo en la agricultura, un relevamiento internacional) 1935.
- Farming and Gardening for Health or Disease, (Agricultura y jardinería para la salud o la enfermedad) 1945 (junto a Sir Albert).
- The Earth's Green Carpet, (La alfombra verde de la Tierra) 1947.
- Sir Albert Howard in India, (Sir Albert Howard en India) 1953.